# Pueblo cáingang
Los káingang (en idioma kaingáng: hombres del bosque), cáingang, kainhgág, kañganj, guayanés, guayanás, caingangues, coroados o bugres, son el pueblo indígena del centro-sur del Brasil.  Su lengua pertenece a la familia lingüística Ge. Se corresponden el biotipo láguido, que en el pasado habitó también la mesopotamia argentina, Paraguay en donde constituyeron el sustrato previo a la expansión guaraní. 

## Territorio
Actualmente, los káingang continúan viviendo en el sur del Brasil, entre el río Tieté y el río Ijuí, en los estados de São Paulo, Paraná, Santa Catarina y Río Grande del Sur, en donde en 2014, su población era de 45.620 personas.

## Economía
Vivían en numerosos grupos de 150 a 200 personas, en un extenso territorio en que abundaban los bosques de araucaria o pino del Paraná, cuyos piñones recolectaban como base de su alimentación, especialmente entre marzo y mayo y del que fabricaban harinas y bebidas y que conservaban en canastos tapados que se ataban a un lazo y se sumergían en un pozo de agua de un río. Recolectaban también palmito, diversos frutos, hojas, larvas y miel silvestre, con la que hacían hidromiel. Usaban la yerba mate para preparar infusiones y en los rituales. 
Los káingang fueron los primeros consumidores de yerba mate. En la antigüedad no procesaban las hojas, sino que las consumían frescas. Las enhebraban en un hilo que ataban a su cintura, y las iban comiendo a lo largo de la jornada.
Extraían la fibra de la ortiga brava. Pescaban con trampas y cazaban venado, danta, pecarí, coatí, monos y diversas aves. Combinaban la vida nómada en campamentos con la agricultura en pequeña escala, sembraban maíz, fríjol y calabazas. No fabricaron cerámicas hasta que recibieron la influencia guaraní.
Actualmente, sus actividades principales son la agricultura y la artesanía.

## Aspecto físico
Eran algo bajos y con piernas y brazos gruesos. Cara redonda y achatada y piel de color oscura aceitunada. El padre Sepp escribió en el siglo XVII que los káingang "Tienen casi la figura de los europeos, aunque son más bajos, con piernas y brazos más gruesos. Las caras las tienen todas iguales y como cortadas por el mismo modelo. No son ovales, sino redondas y achatadas; no son negras como las de los Negros del África, sino de color marrón o blanco verdoso (...)

## Historia  y Sociedad
Se agrupa históricamente a los káingang en cuatro grandes divisiones: los coroados, en el Guayrá; los camperos (o cabelludos); los gualachíes o gualachos, en Misiones (luego refugiados en el Guayrá), y la de los ibirayarás en el medio río Uruguay (entre ellos posiblemente los yaros). 
En la región de los gualachíes, los jesuitas Antonio Ruiz de Montoya y Francisco Díaz Taño fundaron la reducción de Purísima Concepción (o Inmaculada Concepción) en 1627, y José Cataldino fundó la de San Pedro en los Pinares en 1628. Ambas reducciones fueron destruidas por los bandeirantes en 1630, y sus habitantes participaron del éxodo guayreño hacia Misiones a fines de 1631. Ruiz de Montoya hizo un perdido catecismo en lengua gualachí. En 1633 el jesuita Francisco Jiménez fundó la reducción de Santa Teresa en la región del Tapé, incluyendo posiblemente a algunos káingang. 
Los primeros españoles que llegaron a la zona norte de la mesopotamia argentina se encontraron con estos pueblos, que posteriormente fueron suplantados allí por guaraníes y charrúas. 
A fines del siglo XIX todavía se encontraba una tribu káingang en la zona de San Pedro en la provincia argentina de Misiones. Juan Bautista Ambrosetti, quien realizó entre 1892 y 1894 tres viajes a Misiones, recogió un vocabulario kaingáng a partir de su estadía entre ellos, publicado como Los indios Kaingangues de San Pedro (Misiones), con un vocabulario. Al morir su último cacique, Bonifacio Maidana, la tribu se dispersó y desapareció. Es probable que hayan emigrado desde el Guayrá en el siglo XIX, ya que parecen estaban emparentados con los coroados. Como apéndice de su primera publicación, Ambrosetti publicó en 1894 el Vocabulario Kaingángue (Coroado) del Pikiry (al norte del Guayra), con el trabajo de recolección realizado por el teniente brasileño Edmundo Barros. En 1896 Ambrosetti publicó Materiales para el estudio de las lenguas del grupo Kaingangue (Alto Paraná), un vocabulario de los ingáin o tains, quienes según Ambrosetti vivían en el alto Paraná y que él catalogó como káingang. Sin embargo, otros autores ponen en duda la existencia de los ingáin ya que obtuvo el vocabulario de indígenas peones de estancias sin visitar a esos pueblos.

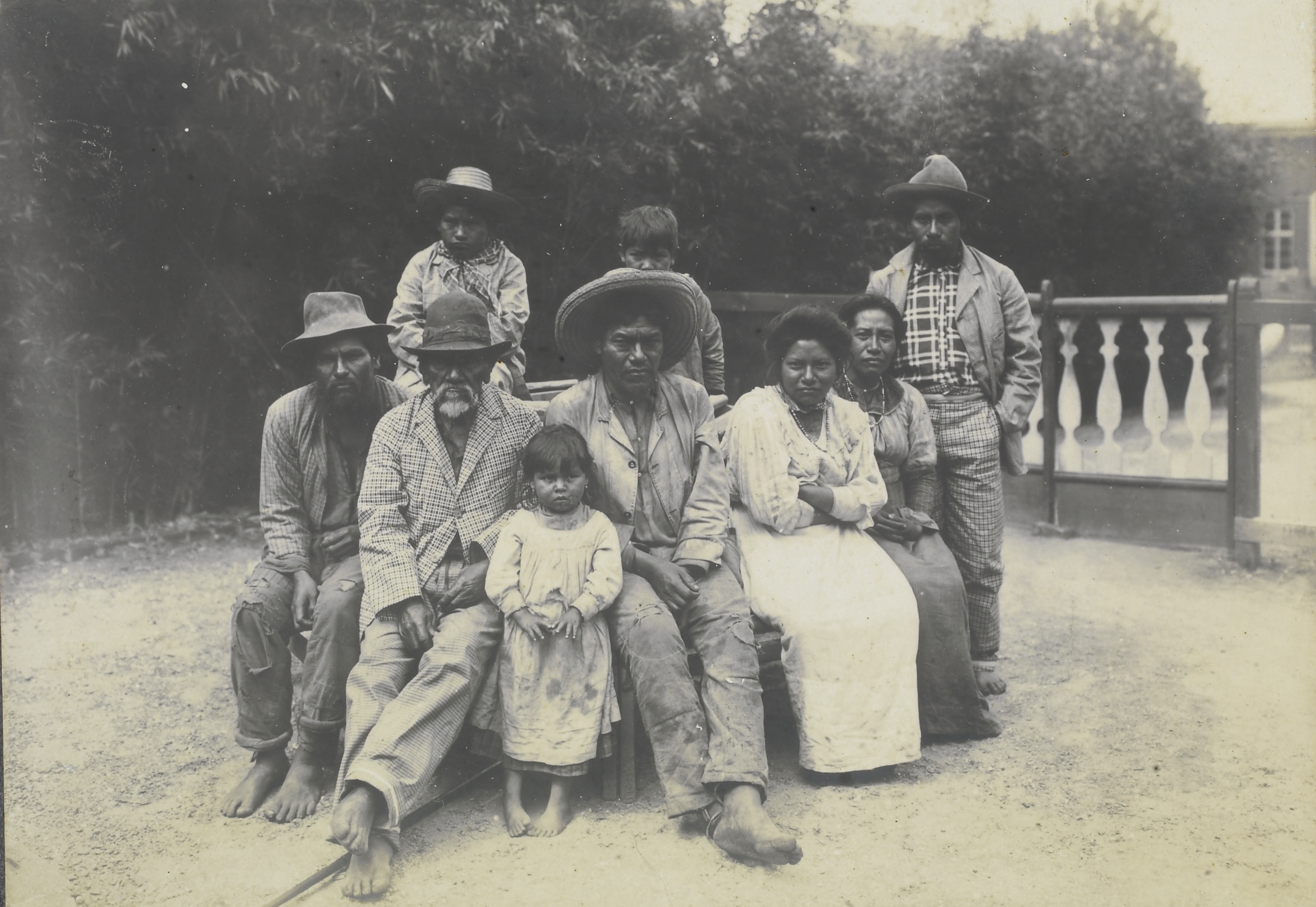
Indios Caingangue (1910).

Los guayanás que habitaron a ambos lados del río Paraná (Misiones y Paraguay) desde el norte de Corpus hasta el Salto del Guairá, incluyendo la zona de Iguazú, eran también del grupo káingang. Para ellos y para los guaraníes cainguás creó fray Bonifacio Ortiz la reducción dominica de San Francisco de Paula luego de la expulsión de los jesuitas en 1768. Ubicada primero al occidente del Paraná, fue luego en 1770 trasladada a doce leguas al este de la reducción de Corpus Christi en Misiones, en las cercanías de la actual Jardín América. Esta reducción todavía existía en 1832 cuando fue visitada por Francisco Cabañas. Otro grupo también denominado guayaná vivía en la costa atlántica entre Angra dos Reis y las islas Cananéias.
Los yaros (o yaróes, yaroses o jaros) fueron un pueblo que se supone pertenecía al grupo de los káingang. Es casi seguro que son los cainaroes o camaroes mencionados por la expedición de Sebastián Caboto, que los situaba entre los guaraníes al norte de Corrientes y los mbeguaes al sur de Entre Ríos, distinguiéndose netamente de los primeros por no practicar la agricultura. Ulrico Schmidl, quien viajó con Juan de Ayolas en 1536, describe a estos pueblos diferenciándoles racialmente de los guaraníes. También se los conoció como chaná-salvajes. En tiempos de la llegada de los españoles, los yaros vivían en la costa oriental del Uruguay entre los ríos Negro y San Salvador (actuales departamentos de Río Negro y Durazno en la República Oriental del Uruguay) y en la zona del bajo Uruguay en la provincia argentina de Entre Ríos.
Los gualachies que habitaron Corrientes y Misiones antes de ser desplazados por los guaraníes, parecen ser del mismo grupo que los yaros, junto con otros grupos étnicos del interior de Corrientes mencionados por las fuentes históricas del siglo XVIII como los guayquirarós, los cupizalós y los eguarós. Al fundarse la ciudad de Corrientes en 1588 algunos grupos kaingáng fueron entregados en encomiendas, pero la mayoría de los que vivían en la zona se refugiaron en los Esteros del Iberá debido a la presión de los españoles y de los guaraníes. Entre ellos estaban los mepenes, capesales y caracaróes o caracarás que asesinaron al sacerdote Pedro Espinosa en la zona de Goya y luego asaltaron la reducción franciscana de Santa Lucía, estos indígenas fueron atacados por los españoles de Corrientes en 1639. Se organizó una expedición compuesta por 230 indígenas y 100 españoles al mando de Cristóbal Garay y Saavedra para escarmentar a los caracarás, mepenes, capesales y algunos guayquirarós. Remontaron el río Corrientes hacia los esteros del Iberá, pero hallaron muy pocos indígenas, quienes se habían internado en los esteros y desaparecieron poco después, quedando la leyenda de que aún se encuentran allí escondidos.
Los bohanes para algunos estudiosos pertenecían al núcleo racial de los yaros, para otros eran una parcialidad de los charrúas con quienes se fusionaron posteriormente. Dominaban la costa izquierda del río Uruguay desde el río Negro al Cuareim, pasando algunos grupos a Entre Ríos.

## Actualidad
Los káingangs actualmente existentes en Brasil se distribuyen entre 32 tierras indígenas:
- Estado de São Paulo (2): Icatu y Vanuire.
- Estado de Paraná (11): Barao Antonina, Sao Jeronimo, Apucaraninha, Mococa, Queimados, Ivaí, Faxinal, Marrecas, Rio das Cobras, Mangueirinha y Boa Vista.
- Estado de Santa Catarina (7): Palmas, Xapecó, Chimbangue, Tolldo Imbu, Toldo Chimbangue II y Aldeia Condá.
- Estado de Río Grande del Sur (12): Inhacorá, Guarita, Iraí, Río da Várzea, Nonoai, Votouro, Ligeiro, Carreteiro, Cacique Doble, Ventarra, Serrinha y Borboleta.